# Aston Villa Hardcore
Aston Villa Hardcore (ofta förkortat till Villa Hardcore eller känd som Villa Youth när man hänvisar till den yngre delen i gruppen) är en huliganfirma associerad med fotbollsklubben Aston Villa, baserad i Birmingham i England. 

## Bakgrund
Firman har varit aktiv sedan 1993, och tog vid efter de tidigare Aston Villa-firmorna Steamers, C-Crew och Villa Youth. Namnet "Hardcore" uppstod enligt uppgift från en Metropolitan Police konstapel som tillkännagav i sin radio: "Here come Villa's hardcore" efter att firman dök upp från en järnvägsstation före en bortamatch mot West Ham United i november 1996. Hardcore har varit inblandad i några högprofilerade huliganstrider i Europa, medan de följde Villa och England. Hardcore har kolliderat flera gånger med Zulu Warriors, förknippat med Aston Villas hårdaste rivaler Birmingham City. 
Femton personer arresterades i oktober 2002 i en serie attacker i samband med allvarliga störningar som begicks i Rocky Lane-området i Aston före en match mellan Aston Villa och Birmingham City i september 2002. Det beskrivs ofta som "Battle of Rocky Lane". 2004 fängslades Steven Fowler i sex månader för sin del i slagsmålet 2002. 2005 dömdes han till tolv månaders fängelse och förbjöds att besöka fotbollsmatcher under tio år, för sin del i organiserat bråk mellan Villa Hardcore och Chelsea Headhunters vid Kings Cross i London den 27 mars 2004, medan fem andra Villa-fans också fängslades. Fowler fängslades igen 2006 när han och 57 andra personer dömdes skyldiga för deras inblandning i ett upplopp på en Handsworth-pub den 22 augusti 2004 - samma dag som Villa kolliderade med lokala rivaler West Bromwich Albion.

## I populärkultur
Söndagen den 10 april 2011 sändes ett avsnitt av Police Academy UK  på BBC Three, som dokumenterade fyra utländska poliser som introducerades till brittisk brottslighet och polisarbete. Avsnittet utspelades i Birmingham och täckte våldet som inträffade i spelet mellan Birmingham City och Aston Villa den 1 december 2010.
I april 2011 släpptes en DVD med titeln Aston Villa Hardcore Lads. Den 70 minuter långa filmen visar bilder av Hardcore som är involverade i våld med rivaliserande huliganföretag, till exempel fans av Oxford United, West Bromwich Albion och olika konflikter med fans av Birmingham City. Filmen visarockså bilder av Aston Villa-huliganer och avsnitt där Villas rivaler blir förlöjliga.
I februari 2014 sändes ett avsnitt av BBC-serien Inside Out, där officerare från West Midlands Police försökte bekämpa fotbollshuliganism vid en match mellan West Bromwich Albion och Aston Villa i november 2013.